# ジャック・ティム
ジャック・ティム（Jack Timu、2004年4月4日 - ）は、ジャパンラグビーリーグワン静岡ブルーレヴズに所属するラグビーユニオンの選手。

## プロフィール
- ニュージーランド出身[1]。
- ポジションはウィング(WTB)、センター(CTB)。
- 身長 175 cm、体重 85 kg
- 父のジョン・ティム（John Timu）はオールブラックス（ニュージーランド代表）として26キャップを持つ元ラグビー選手。兄のジョシュ・ティム（Josh Timu）もラグビー選手[2][3]。

## 略歴
ジョン・マクグラシャン・カレッジ（John McGlashan College） を卒業後、ハイランダーズU20 を経て、2024年、静岡ブルーレヴズに加入。